# Naiwni aktorzy
Naiwni aktorzy (fr. Les Acteurs de bonne foi) – komedia w jednym akcie Pierre’a de Marivaux wydana w 1757.

## Data powstania utworu
Utwór został wydany w listopadzie 1757 roku w le Conservateur.

## Osoby
| Osoba        | Jej rola w dramacie                            |
| ------------ | ---------------------------------------------- |
| Pani Arganta | matka Angeliki                                 |
| Pani Amelin  | ciotka Erasta                                  |
| Araminta     | wspólna przyjaciółka                           |
| Erast        | siostrzeniec pani Amelin, kochanek Angeliki    |
| Angelika     | córka pani Arganty                             |
| Merlin       | kamerdyner Erasta, kochanek Lizety             |
| Lizeta       | pokojówka Angeliki                             |
| Błażej       | syn gospodarza u pani Arganty, kochanek Kolety |
| Koleta       | córka ogrodnika                                |
| Notariusz    |                                                |

## Treść
Akcja sztuki rozgrywa się w domu pani Arganty. 
Podczas małżeństwa Erasta (siostrzeńca pani Amelin) i Angeliki (córki pani Arganty) pani Amelin wpadła na pomysł komedii, powierza rolę reżysera Merlinowi, lokajowi swojego siostrzeńca. Ten ostatni postanawia stworzyć komedię, w której lokaje i służące będą improwizować i polegać na naturalnym charakterze każdego z nich. Błażej musi poślubić Koletę, a on sam, Merlin, jest zaręczony z Lizetą, pokojówką. Wyobraża sobie, że Błażej zabiegał o Lizetę, podczas gdy on sam zalecał się do Kolety i każe im ćwiczyć. Koleta traktuje całą sprawę bardzo poważnie i zamiast drwić z Merlina, jak jej wolno, odpowiada grzecznie na jego komplementy. Błażej złości się na zachowanie swojej narzeczonej. Lizeta również stwierdza, że Merlin gra swoją rolę z Koletą zbyt naturalnie. Kłócą się. Zwabiona hałasem pojawia się pani Arganta i domaga się, by zaplanowana komedia nie została zagrana. Pani Amelin, która była zainteresowana tą komedią, udaje, że odwołuje planowane małżeństwo jej siostrzeńca Erasta z Angeliką, i że zamierza poślubić Erasta swojej przyjaciółce Aramincie, znacznie od niego starszej. Reakcje pani Arganty i innych bohaterów na tę sytuację stają się niezamierzoną nową komedią. Przybycie notariusza pozwala na szczęśliwe zakończenie..

## Omówienie
Naiwni aktorzy są dowodem na to, że postarzały autor-akademik nie ustawał w poszukiwaniach. Akcja rzeczywista komedii, której bohaterami są występujący aktorzy, miesza się z akcją fikcyjną postaci sztuki rozgrywanej w salonie, co przywodzi na myśl wczesnego Arlekina w szkółce miłości. Ostatnia, godna Pirandella, próba Marivaux znalazła uznanie u odbiorców XX wieku.